# Bareface Bluff
Das Bareface Bluff (sinngemäß aus dem Englischen übersetzt Blankgesichtige Klippe) ist ein großes und gänzlich unverschneites Felsenkliff im ostantarktischen Viktorialand. Es ragt in der Worcester Range mit einer Höhe von 940 m oberhalb des Skelton-Gletschers zwischen den Einmündungen des Ant-Hill- und des Mason-Gletschers auf.
Die neuseeländische Gruppe der Commonwealth Trans-Antarctic Expedition (1955–1958) erkundete und benannte das Kliff im Jahr 1957.